# Jakov Milatović

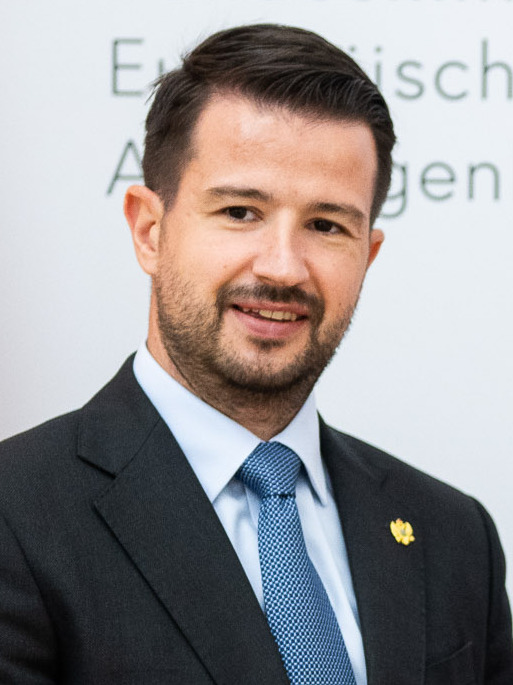
Jakov Milatović, 2024

Jakov Milatović (montenegrinisch-kyrillisch Јаков Милатовић; * 7. Dezember 1986 in Podgorica) ist ein montenegrinischer Wirtschaftswissenschaftler und Politiker. Er ist seit dem 20. Mai 2023 Präsident Montenegros.
Im kurzlebigen Experten-Kabinett Krivokapić war Milatović von Dezember 2020 bis April 2022 parteiloser Minister für wirtschaftliche Entwicklung. 2022 gründete er mit Milojko Spajić die montenegrinische politische Bewegung „Evropa sad!“ („Europa jetzt!“) und ist seither deren Vizevorsitzender.

## Schulische und Akademische Laufbahn
Er schloss sein Grundstudium in Wirtschaft an der Universität Montenegro ab. Als Stipendiat der US-Regierung verbrachte er ein Studienjahr an der Staatlichen Universität Illinois (Illinois State University), als Stipendiat der österreichischen Regierung ein Semester an der Wirtschaftsuniversität Wien (WU Wien), und als Stipendiat der Europäischen Kommission ein Studienjahr an der Universität Rom (La Sapienza). Sein Masterstudium in Wirtschaft absolvierte er an der University of Oxford und erhielt ein Stipendium von der britischen Regierung (Chevening).
Seine berufliche Laufbahn begann er bei der Nova Ljubljanska Bank in Podgorica im Risikomanagementteam, dann bei der Deutschen Bank in Frankfurt im Team für die Bewertung des Kreditrisikos von Ländern mit Fokus auf Zentral- und Osteuropa. Ab 2014 arbeitete er bei der Europäischen Bank für Wiederaufbau und Entwicklung (EBRD) im Team für wirtschaftliche und politische Analyse, zuerst als Wirtschaftsanalytiker für Südosteuropa und nach seiner Beförderung zum Chefvolkswirt für die Länder des Westbalkans mit Sitz in Podgorica. Im Jahr 2018 wurde er zum Chefvolkswirt ernannt und deckte seitdem EU-Länder ab, darunter Rumänien, Bulgarien, Kroatien und Slowenien.
Er sammelte unter anderem Praktikums- und Berufserfahrung bei den Vereinten Nationen in New York, der Konrad-Adenauer-Stiftung in Podgorica, der Botschaft Montenegros in Rom, im Büro für internationale Zusammenarbeit der Wirtschaftsfakultät in Podgorica, im Oxbridge Academic Programs in Oxford, dem Internationalen Währungsfonds (IWF) in London, der London School of Economics (LSE) und der Peking-Universität, der Leadership Academy der Stanford-Universität und der Universität Belgrad.

## Politische Laufbahn

### Minister für wirtschaftliche Entwicklung (2020–2022)
Er war vom 4. Dezember 2020 bis zum 28. April 2022 Minister für wirtschaftliche Entwicklung im Kabinett Krivokapić. Während seiner Amtszeit präsentierten und setzten Milatović und Finanzminister Milojko Spajić das umstrittene Wirtschaftsreformprogramm „Europa jetzt“ um. Das Reformprogramm zielte darauf ab, den Mindestlohn zu erhöhen, Steuern und Sozialabgaben zu reduzieren, ausländische Investitionen anzuziehen und die Integration Montenegros in die Europäische Union zu beschleunigen. Das Programm war in der Öffentlichkeit beliebt und steigerte die Zustimmung der Bevölkerung zu Milatović und Spajić.

### Europa Jetzt und Kommunalwahlen 2022
Im Jahr 2022 gründeten Milatović und Spajić die politische Partei Europa Jetzt!, wobei Spajić Präsident und Milatović Vizepräsident wurde. Sie nahm an den lokalen Wahlen 2022 teil, wobei Milatović die Wahlliste in Podgorica als Bürgermeisterkandidat anführte. Die Liste gewann 21,7 % der Stimmen und Milatović sollte der Bürgermeister von Podgorica werden.

### Präsidentschaftswahl 2023
Im März 2023 kandidierte Milatović als Ersatzkandidat von Europa Jetzt! in der montenegrinischen Präsidentschaftswahl 2023, nachdem Spajićs Kandidatur von der Staatlichen Wahlkommission (DIK) abgelehnt wurde, da entdeckt wurde, dass er sowohl Staatsbürger von Serbien als auch Montenegro ist und nicht die erforderliche Anzahl von Unterstützungserklärungen vorgelegt hat. Milatovićs Wahlkampagne betonte sein Engagement für wirtschaftliche Entwicklung, europäische Integration und die Bekämpfung von Korruption. Er gewann die Präsidentschaftswahl im April 2023 mit 50,3 % der Stimmen gegen den Amtsinhaber Milo Đukanović, der 46,7 % der Stimmen erhielt.

### Präsidentschaft (seit 2023)
Milatović trat sein Amt als Präsident von Montenegro am 20. Mai 2023 an.

## Politische Positionen
Milatović stimmte beim Referendum zur Unabhängigkeit Montenegros im Jahr 2006 für die Unabhängigkeit von Montenegro. Er setzt sich entschieden für den Beitritt Montenegros in die Europäische Union ein. Er betont die Notwendigkeit von Wirtschaftsreformen, um die Wettbewerbsfähigkeit des Landes zu stärken, ausländische Investitionen anzuziehen und die Lebensbedingungen der Bürger zu verbessern. Während seiner Amtszeit als Minister für wirtschaftliche Entwicklung setzte er das Reformprogramm „Europa jetzt“ um, das darauf abzielte, den Mindestlohn zu erhöhen, Steuern und Sozialabgaben zu reduzieren und die Integration Montenegros in die EU zu fördern.
Milatović hat auch die Bekämpfung von Korruption und die Stärkung der Rechtsstaatlichkeit als wichtige politische Ziele genannt. In Bezug auf die Außenpolitik betont er die Bedeutung guter Beziehungen zu den Nachbarländern und die Förderung von regionaler Zusammenarbeit, insbesondere befürwortet er engere Beziehungen zwischen Montenegro und Serbien.

## Privatleben
Milatović ist Mitglied der Serbisch-orthodoxen Kirche und wurde im Kloster Ostrog in Montenegro getauft. Er bekennt sich ethnisch als Montenegriner. Mit seiner Ehefrau Milena hat er drei Kinder, zwei Töchter sowie einen Sohn. Milatovićs Großvater und Urgroßvater waren als Partisanen am Widerstandskampf während des Zweiten Weltkriegs beteiligt.